# Championnat de Suisse de hockey sur gazon
Pour les articles homonymes, voir Ligue nationale A.
La première division du championnat suisse de hockey sur gazon a actuellement pour nom Nationalliga A.

## Équipes actuelles

### Hommes
|  | - Basler Hockey Club 1911 (de) - Black Boys HC - Grasshopper Club Zurich - Luzerner SC - HC Olten (de) - HC Rotweiss Wettingen (de) - Servette HC - Stade Lausanne |  | - Basler Hockey Club 1911 (de) - Black Boys HC - Grasshopper Club Zurich - Luzerner SC - HC Rotweiss Wettingen (de) - Servette HC |

### Femmes

#### Ligue National A (LNA)
- Basler Hockey Club 1911 (de)
- Black Boys HC
- Grasshopper Club Zürich
- Luzerner SC
- HC Olten (de)
- HC Rotweiss Wettingen (de)
- Servette HC
- Red Sox Zurich

#### Ligue National B (LNB)
- Berner HC
- Grasshopper Club Zürich (2)
- HC Olten (de) (2)
- HC Rotweiss Wettingen (de) (2)
- Servette HC (2)
- Stade Lausanne
- USTS Field Hockey

## Palmarès

### Historique
| Édition | Saison | Gazon                        | Gazon                        | Salle                      | Salle                      |
| Édition | Saison | Champion (hommes)            | Champion (dames)             | Champion (hommes)          | Champion (dames)           |
| ------- | ------ | ---------------------------- | ---------------------------- | -------------------------- | -------------------------- |
| 1er     | 1920   | BSC Young Boys               | -                            | -                          | -                          |
| 2e      | 1921   | BSC Young Boys               | -                            | -                          | -                          |
| 3e      | 1922   | BSC Young Boys               | -                            | -                          | -                          |
| 4e      | 1923   | Urania Genève Sport          | -                            | -                          | -                          |
| 5e      | 1924   | BSC Old Boys                 | -                            | -                          | -                          |
| 6e      | 1925   | n'a pas eu lieu              | Grasshopper Club Zürich (nl) | -                          | -                          |
| 7e      | 1926   | Grasshopper Club Zürich (nl) | Champel Genève               | -                          | -                          |
| 8e      | 1927   | Grasshopper Club Zürich (nl) | Champel Genève               | -                          | -                          |
| 9e      | 1928   | Servette HC                  | HC Red Sox (nl)              | -                          | -                          |
| 10e     | 1929   | Stade Lausanne               | Grasshopper Club Zürich (nl) | -                          | -                          |
| 11e     | 1930   | HA FC Zürich                 | HC Red Sox                   | -                          | -                          |
| 12e     | 1931   | Stade Lausanne               | Champel Genève               | -                          | -                          |
| 13e     | 1932   | Stade Lausanne               | Grasshopper Club Zürich (nl) | -                          | -                          |
| 14e     | 1933   | HC Red Sox                   | Grasshopper Club Zürich (nl) | -                          | -                          |
| 15e     | 1934   | HC Olten (de)                | Lausanne Sports              | -                          | -                          |
| 16e     | 1935   | Stade Lausanne               | HC Red Sox                   | -                          | -                          |
| 17e     | 1936   | Stade Lausanne               | HC Red Sox                   | -                          | -                          |
| 18e     | 1937   | HC Red Sox                   | Grasshopper Club Zürich (nl) | -                          | -                          |
| 19e     | 1938   | Grasshopper Club Zürich (nl) | HC Red Sox                   | -                          | -                          |
| 20e     | 1939   | n'a pas eu lieu              | n'a pas eu lieu              | -                          | -                          |
| 21e     | 1940   | Grasshopper Club Zürich (nl) | n'a pas eu lieu              | -                          | -                          |
| 22e     | 1941   | Stade Lausanne               | HC Red Sox                   | -                          | -                          |
| 23e     | 1942   | Stade Lausanne               | HC Red Sox                   | -                          | -                          |
| 24e     | 1943   | Stade Lausanne               | HC Red Sox                   | -                          | -                          |
| 25e     | 1944   | n'a pas eu lieu              | Grasshopper Club Zürich (nl) | -                          | -                          |
| 26e     | 1945   | Stade Lausanne               | Grasshopper Club Zürich (nl) | -                          | -                          |
| -       | 1946   | n'a pas eu lieu              | n'a pas eu lieu              | -                          | -                          |
| 27e     | 1947   | HC Red Sox                   | Champel Genève               | -                          | -                          |
| 28e     | 1948   | Stade Lausanne               | Jelmoli Zürich               | -                          | -                          |
| 29e     | 1949   | HC Olten (de)                | Jelmoli Zürich               | -                          | -                          |
| 30e     | 1950   | Stade Lausanne               | Champel Genève               | -                          | -                          |
| 31e     | 1951   | HC Red Sox                   | HC Red Sox                   | -                          | -                          |
| 32e     | 1952   | HC Olten (de)                | HC Zürich                    | -                          | -                          |
| 33e     | 1953   | Stade Lausanne               | Jelmoli Zürich               | -                          | -                          |
| 34e     | 1954   | HC Red Sox                   | Jelmoli Zürich               | -                          | -                          |
| 35e     | 1955   | Lausanne Sports              | Jelmoli Zürich               | -                          | -                          |
| 36e     | 1956   | Stade Lausanne               | Luzerner SC (nl)             | -                          | -                          |
| 37e     | 1957   | Lausanne Sports              | Basler HC 1911 (nl)          | -                          | -                          |
| 38e     | 1958   | HC Olten (de)                | Basler HC 1911 (nl)          | -                          | -                          |
| 39e     | 1959   | Blau-Weiss Olten             | Luzerner SC (nl)             | -                          | -                          |
| 40e     | 1960   | Lausanne Sports              | Luzerner SC (nl)             | -                          | -                          |
| 41e     | 1961   | Stade Lausanne               | Luzerner SC (nl)             | -                          | -                          |
| 42e     | 1962   | Rot-Weiss Wettingen          | Luzerner SC (nl)             | HC Rotweiss Wettingen (de) | -                          |
| 43e     | 1963   | Lausanne Sports              | Luzerner SC (nl)             | HC Rotweiss Wettingen (de) | -                          |
| 44e     | 1964   | HC Olten (de)                | Luzerner SC (nl)             | Blauweiss Olten            | -                          |
| 45e     | 1965   | Rot-Weiss Wettingen          | Basler HC 1911 (nl)          | HC Rotweiss Wettingen (de) | -                          |
| 46e     | 1966   | Rot-Weiss Wettingen          | Luzerner SC (nl)             | HC Rotweiss Wettingen (de) | Luzerner SC                |
| 47e     | 1967   | Rot-Weiss Wettingen          | Luzerner SC (nl)             | HC Rotweiss Wettingen (de) | Basler HC                  |
| 48e     | 1968   | Luzerner SC (nl)             | Luzerner SC (nl)             | HC Rotweiss Wettingen (de) | Luzerner SC                |
| 49e     | 1969   | HC Red Sox                   | Luzerner SC (nl)             | HC Rotweiss Wettingen (de) | Luzerner SC                |
| 50e     | 1970   | Rot-Weiss Wettingen          | Luzerner SC (nl)             | HC Rotweiss Wettingen (de) | Luzerner SC                |
| 51e     | 1971   | Rot-Weiss Wettingen          | Luzerner SC (nl)             | HC Rotweiss Wettingen (de) | Luzerner SC                |
| 52e     | 1972   | Rot-Weiss Wettingen          | Luzerner SC (nl)             | Luzerner SC                | Luzerner SC                |
| 53e     | 1973   | Rot-Weiss Wettingen          | Basler HC 1911 (nl)          | HC Rotweiss Wettingen (de) | Basler HC                  |
| 54e     | 1974   | Rot-Weiss Wettingen          | HC Red Sox                   | HC Rotweiss Wettingen (de) | Luzerner SC                |
| 55e     | 1975   | Rot-Weiss Wettingen          | HC Red Sox                   | HC Rotweiss Wettingen (de) | HC Red Sox                 |
| 56e     | 1976   | HC Olten (de)                | Basler HC 1911 (nl)          | HC Rotweiss Wettingen (de) | HC Red Sox                 |
| 57e     | 1977   | Rot-Weiss Wettingen          | HC Red Sox                   | HC Rotweiss Wettingen (de) | HC Red Sox                 |
| 58e     | 1978   | Basler HC                    | HC Red Sox                   | HC Rotweiss Wettingen (de) | Basler HC                  |
| 59e     | 1979   | Basler HC                    | Luzerner SC (nl)             | Basler HC                  | HC Olten (de)              |
| 60e     | 1980   | HC Olten (de)                | Luzerner SC (nl)             | Basler HC                  | HC Red Sox                 |
| 61e     | 1981   | HC Olten (de)                | DHC Baslerdybli              | HC Rotweiss Wettingen (de) | Basler HC                  |
| 62e     | 1982   | Rot-Weiss Wettingen          | Basler HC 1911 (nl)          | Basler HC                  | Basler HC                  |
| 63e     | 1983   | HC Olten (de)                | Basler HC 1911 (nl)          | Basler HC                  | Basler HC                  |
| 64e     | 1984   | HC Olten (de)                | HC Red Sox                   | Basler HC                  | Basler HC                  |
| 65e     | 1985   | HC Olten (de)                | BSC Young Boys               | HC Olten (de)              | HC Red Sox                 |
| 66e     | 1986   | HC Olten (de)                | HC Wettingen                 | Grasshopper Club Zurich    | Grasshopper Club Zurich    |
| 67e     | 1987   | Rot-Weiss Wettingen          | BSC Young Boys               | Grasshopper Club Zurich    | Luzerner SC                |
| 68e     | 1988   | Basler HC                    | BSC Young Boys               | Grasshopper Club Zurich    | Grasshopper Club Zurich    |
| 69e     | 1989   | HC Olten (de)                | Grasshopper Club Zürich (nl) | HC Rotweiss Wettingen (de) | Grasshopper Club Zurich    |
| 70e     | 1990   | HC Olten (de)                | BSC Young Boys               | Grasshopper Club Zurich    | Grasshopper Club Zurich    |
| 71e     | 1991   | Basler HC 1911 (nl)          | Luzerner SC (nl)             | Basler HC                  | Grasshopper Club Zurich    |
| 72e     | 1992   | Grasshopper Club Zürich (nl) | Luzerner SC (nl)             | Basler HC                  | Grasshopper Club Zurich    |
| 73e     | 1993   | Grasshopper Club Zürich (nl) | BSC Young Boys               | Grasshopper Club Zurich    | Luzerner SC                |
| 74e     | 1994   | Stade Lausanne               | BSC Young Boys               | HC Olten (de)              | Luzerner SC                |
| 75e     | 1995   | Rot-Weiss Wettingen          | BSC Young Boys               | Grasshopper Club Zurich    | Grasshopper Club Zurich    |
| 76e     | 1996   | Grasshopper Club Zürich (nl) | BSC Young Boys               | Grasshopper Club Zurich    | Basler HC                  |
| 77e     | 1997   | HC Olten (de)                | BSC Young Boys               | Stade Lausanne             | Luzerner SC                |
| 78e     | 1998   | Stade Lausanne               | Grasshopper Club Zürich (nl) | Stade Lausanne             | BSC Young Boys             |
| 79e     | 1999   | HC Olten (de)                | Rot-Weiss Wettingen          | HC Rotweiss Wettingen (de) | HC Rotweiss Wettingen (de) |
| 80e     | 2000   | Rot-Weiss Wettingen          | Rot-Weiss Wettingen          | HC Rotweiss Wettingen (de) | HC Rotweiss Wettingen (de) |
| 81e     | 2001   | Rot-Weiss Wettingen          | HC Wettingen                 | HC Rotweiss Wettingen (de) | HC Wettingen               |
| 82e     | 2002   | Rot-Weiss Wettingen          | Rot-Weiss Wettingen          | HC Rotweiss Wettingen (de) | Grasshopper Club Zurich    |
| 83e     | 2003   | Rot-Weiss Wettingen          | Rot-Weiss Wettingen          | HC Rotweiss Wettingen (de) | HC Rotweiss Wettingen (de) |
| 84e     | 2004   | Rot-Weiss Wettingen          | Rot-Weiss Wettingen          | HC Rotweiss Wettingen (de) | HC Rotweiss Wettingen (de) |
| 85e     | 2005   | Rot-Weiss Wettingen          | Rot-Weiss Wettingen          | HC Rotweiss Wettingen (de) | HC Rotweiss Wettingen (de) |
| 86e     | 2006   | Rot-Weiss Wettingen          | Rot-Weiss Wettingen          | Luzerner SC                | HC Olten (de)              |
| 87e     | 2007   | Luzerner SC (nl)             | Rot-Weiss Wettingen          | Luzerner SC                | HC Rotweiss Wettingen (de) |
| 88e     | 2008   | Rot-Weiss Wettingen          | Rot-Weiss Wettingen          | Luzerner SC                | HC Rotweiss Wettingen (de) |
| 89e     | 2009   | Rot-Weiss Wettingen          | Rot-Weiss Wettingen          | Luzerner SC                | HC Rotweiss Wettingen (de) |
| 90e     | 2010   | Rot-Weiss Wettingen          | HC Olten (de)                | Luzerner SC                | HC Rotweiss Wettingen (de) |
| 91e     | 2011   | Rot-Weiss Wettingen          | Rot-Weiss Wettingen          | Luzerner SC                | HC Rotweiss Wettingen (de) |
| 92e     | 2012   | Rot-Weiss Wettingen          | Rot-Weiss Wettingen          | Luzerner SC                | HC Rotweiss Wettingen (de) |
| 93e     | 2013   | Rot-Weiss Wettingen          | Rot-Weiss Wettingen          | HC Rotweiss Wettingen (de) | HC Rotweiss Wettingen (de) |
| 94e     | 2014   | Servette HC                  | HC Rotweiss Wettingen (de)   | HC Rotweiss Wettingen (de) | HC Rotweiss Wettingen (de) |
| 95e     | 2015   | HC Rotweiss Wettingen (de)   | HC Rotweiss Wettingen (de)   | Luzerner SC                | HC Rotweiss Wettingen (de) |
| 96e     | 2016   | HC Rotweiss Wettingen (de)   | HC Rotweiss Wettingen (de)   | HC Rotweiss Wettingen (de) | HC Rotweiss Wettingen (de) |
| 97e     | 2017   | HC Rotweiss Wettingen (de)   | HC Rotweiss Wettingen (de)   | HC Rotweiss Wettingen (de) | HC Rotweiss Wettingen (de) |
| 98e     | 2018   | HC Rotweiss Wettingen (de)   | Black Boys HC                | HC Rotweiss Wettingen (de) | HC Rotweiss Wettingen (de) |
| Édition | Saison | Champion (hommes)            | Champion (dames)             | Champion (hommes)          | Champion (dames)           |
| Édition | Saison | Gazon                        | Gazon                        | Salle                      | Salle                      |

### Bilan par club
|        | Clubs                   | Titres | Années | Années |
| Hommes | Clubs                   | Titres | Dames | |
| ------ | ----------------------- | ------ | --- | --- |
| 1      | HC Rotweiss Wettingen   | 48     | 1962, 1965, 1966, 1967, 1970, 1971, 1972, 1973, 1974, 1975, 1977, 1982, 1987, 1995, 2000, 2001, 2002, 2003, 2004, 2005, 2006, 2008, 2009, 2010, 2011, 2012, 2013, 2015, 2016, 2017, 2018 | 1999, 2000, 2002, 2003, 2004, 2005, 2006, 2007, 2008, 2009, 2011, 2012, 2013, 2014, 2015, 2016, 2017       |
| 2      | HC Red Sox              | 20     | 1933, 1937, 1947, 1951, 1954, 1969 | 1928, 1930, 1935, 1936, 1938, 1941, 1942, 1943, 1951, 1974, 1975, 1977, 1978, 1984                         |
| 2      | Luzerner SC             | 20     | 1968, 2007 | 1956, 1959, 1960, 1961, 1962, 1963, 1964, 1966, 1967, 1968, 1969, 1970, 1971 ,1972, 1979, 1980, 1991, 1992 |
| 4      | HC Olten                | 17     | 1934, 1949, 1952, 1958, 1964, 1976, 1980, 1981, 1983, 1984, 1985, 1986, 1989, 1990, 1997, 1999                                                                                           | 2010 |
| 5      | Grasshopper Club Zurich | 16     | 1926, 1927, 1938, 1940, 1992, 1993, 1996 | 1925, 1929, 1932, 1933, 1937, 1944, 1945, 1989, 1998                                                       |
| 5      | Stade Lausanne          | 16     | 1929, 1931, 1932, 1935, 1936, 1941, 1942, 1943, 1945, 1948, 1950, 1953, 1956, 1961, 1994, 1998                                                                                           | |
| 7      | BSC Young Boys          | 12     | 1920, 1921, 1922 | 1985, 1987, 1988, 1990, 1993, 1994, 1995, 1996, 1997                                                       |
| 8      | Basler HC               | 11     | 1978, 1979, 1988, 1991 | 1957, 1958, 1965, 1973, 1976, 1982, 1983                                                                   |
| 9      | Champel Genève          | 5      | | 1926, 1927, 1931, 1947, 1950                                                                               |
| 9      | Jelmoli Zurich          | 5      | | 1948, 1949, 1953, 1954, 1955                                                                               |
| 9      | Lausanne Sports         | 5      | 1955, 1957, 1960, 1963 | 1934 |
| 12     | Servette HC             | 2      | 1928, 2014 | |
| 13     | Black Boys HC           | 1      | | 2018 |
| 13     | Blau-Weiss Olten        | 1      | 1959 | |
| 13     | BSC Old Boys            | 1      | 1924 | |
| 13     | DHC Baslerdybli         | 1      | | 1981 |
| 13     | HA FC Zürich            | 1      | 1930 | |
| 13     | HC Zurich               | 1      | | 1952 |
| 13     | Urania Genève Sport     | 1      | 1923 | |

Statistiques au 25 juin 2018.
|        | Clubs                   | Titres | Années | Années |
| Hommes | Clubs                   | Titres | Dames | |
| ------ | ----------------------- | ------ | --- | --- |
| 1      | HC Rotweiss Wettingen   | 46     | 1962, 1963, 1965, 1966, 1967, 1968, 1969, 1970, 1971, 1973, 1974, 1975, 1976, 1977, 1978, 1981, 1989, 1999, 2000, 2001, 2003, 2004, 2005, 2013, 2014, 2016, 2017, 2018 | 1999, 2000, 2002, 2003, 2004, 2005, 2007, 2008, 2009, 2010, 2011, 2012, 2013, 2014, 2015, 2016, 2017, 2018 |
| 2      | Luzerner SC             | 20     | 1972, 2006, 2007, 2008, 2009, 2010, 2011, 2012, 2015 | 1966, 1968, 1969, 1970, 1971, 1972, 1974, 1987, 1993, 1994, 1997                                           |
| 3      | Basler HC               | 15     | 1979, 1980, 1982, 1983, 1984, 1991, 1992 | 1967, 1973, 1978, 1981, 1982, 1983, 1984, 1996                                                             |
| 3      | Grasshopper Club Zurich | 15     | 1986, 1987, 1988, 1990, 1993, 1995, 1996, 2002 | 1986, 1988, 1989, 1990, 1991, 1992, 1995                                                                   |
| 5      | HC Red Sox              | 5      | 1975, 1976, 1977, 1980, 1985 | |
| 6      | HC Olten                | 4      | 1985, 1994 | 1979, 2006                                                                                                 |
| 7      | Stade Lausanne          | 2      | 1997, 1998 | |
| 8      | Blauweiss Olten         | 1      | 1964 | |
| 8      | BSC Young Boys          | 1      | | 1998 |
| 8      | HC Wettingen            | 1      | | 2001 |

Statistiques au 25 juin 2018.

## Palmarès des clubs suisses en Coupes d'Europe
| Année | Hommes             | Hommes                | Hommes                | Hommes                | Hommes                | Femmes             | Femmes                | Femmes                   | Femmes          |
| Année | Euro Hockey League | Club Trophy           | Club Challenge        | Cup Winners Trophy    | Cup Winners Challenge | Club Champions Cup | Club Champions Trophy | Club Champions Challenge | Cup Winners Cup |
| ----- | ------------------ | --------------------- | --------------------- | --------------------- | --------------------- | ------------------ | --------------------- | ------------------------ | --------------- |
| 1998  |                    |                       |                       |                       | HC Olten              |                    |                       |                          |                 |
| 1999  |                    |                       | HC Olten              | HC Rotweiss Wettingen |                       |                    |                       |                          |                 |
| 2001  |                    |                       |                       |                       |                       |                    |                       | HC Rotweiss Wettingen    |                 |
| 2003  |                    | HC Rotweiss Wettingen |                       |                       |                       |                    |                       |                          |                 |
| 2004  |                    |                       |                       |                       |                       |                    |                       | HC Rotweiss Wettingen    |                 |
| 2006  |                    |                       |                       |                       |                       |                    |                       | HC Rotweiss Wettingen    |                 |
| 2008  |                    |                       |                       |                       |                       |                    |                       | HC Rotweiss Wettingen    |                 |
| 2011  |                    |                       | Servette HC           |                       |                       |                    |                       | HC Rotweiss Wettingen    |                 |
| 2014  |                    |                       | Luzerner SC           |                       |                       |                    |                       |                          |                 |
| 2015  |                    |                       | HC Rotweiss Wettingen |                       |                       |                    |                       |                          |                 |
| 2017  |                    | HC Rotweiss Wettingen | Servette HC           |                       |                       |                    |                       | Black Boys HC            |                 |